# SU Волка
SU Волка (лат. SU Lupi) — одиночная переменная звезда в созвездии Волка на расстоянии приблизительно 6560 световых лет (около 2011 парсеков) от Солнца. Видимая звёздная величина звезды — от +15m до +13,5m.

## Характеристики
SU Волка — жёлтая переменная звезда (S:) спектрального класса G. Радиус — около 5,98 солнечных, светимость — около 22,9 солнечных. Эффективная температура — около 5163 K.